# والتر مكدونالد (سياسي)
والتر مكدونالد هو سياسي كندي، ولد في 16 مارس 1903، وتوفي في 7 نوفمبر 1999. خدم في الهيئة التشريعية لمانيتوبا بصفته ليبراليًا تقدميًا من عام 1949 إلى عام 1959. 
وُلد ماكدونالد لعائلة ثرية من ملاك الأرض، وتلقى تعليمه في رولاند وفي كلية ويسلي في وينيبيغ. حصل على درجة البكالوريوس في الآداب عام 1925، وعمل في التأمين والعقارات. خدم ماكدونالد في وقت لاحق في مجلس الحكام للكلية المتحدة في وينيبيغ. كان نشطًا أيضًا في الماسونية، وأصبح سيدا في محفل مانيتوبا في 1948-49. أصبح ماسونيا الدرجة الثالثة والثلاثين في عام 1955. [2] تزوج من جان مكاي في عام 1930 وأنجب منها خمسة أطفال. 
تم انتخابه لأول مرة في المجلس التشريعي لمانيتوبا في انتخابات المحافظات عام 1949،  وهزم المشرح حزب المحافظ التقدمي المستقل ج. ر. موير بواقع 101 صوت في دائرة دوفرين. كان مؤيدا لحكومة دوغلاس لويد كامبل، وأعيد انتخابه بأغلبية متزايدة في انتخابات 1953. 
فقد الليبراليون التقدميون السلطة لصالح المحافظين التقدميين بعد انتخابات 1958، رغم أن ماكدونالد احتفظ بمقعده أمام مرشح المحافظين ويليام هومر هاميلتون بأغلبية 73 صوتًا. في العام التالي، خسر أمام هاميلتون بأغلبية 154 صوتًا في انتخابات 1959 الإقليمية.
ظل شغل ماكدونالد يشغل منصبه في المحفلا الماسوني من 1976 إلى 1979. واصل غدارة شركة التأمين خاصته حتى عام 1986. 
توفي في رولاند عن عمر يناهز 96 عامًا. 